# Pennsburg
Pennsburg är en kommun (borough) i Montgomery County i Pennsylvania i USA. Befolkningen var 2 732 år 2000, fördelat på 705 hushåll. Pennsburg tillhör Upper Perkiomens skoldistrikt. Orten ligger 65 km nordväst om Philadelphia och 8 km sydväst om Quakertown. 
Pennsburg ligger 109 meter över havet och har en total area av 2 km².